# Твердохлібівська волость
Твердохлібівська волость — історична адміністративно-територіальна одиниця Богучарського повіту Воронізької губернії з центром у слободі Твердохлібівка.
Станом на 1880 рік складалася із 7 поселень, 6 сільських громад. Населення — 13 674 особи (6898 чоловічої статі та 6776 — жіночої), 1847 дворових господарств.
|                     | Площа, десятин | У тому числі орної, дес. |
| ------------------- | -------------- | ------------------------ |
| Сільських громад    | 30679          | 28458                    |
| Приватної власності | 98             | 80                       |
| Іншої власності     | 331            | 262                      |
| Загалом             | 31108          | 28800                    |

Поселення волості на 1880 рік:
- Твердохлібівка — колишня державна слобода при річці Богучар за 15 верст від повітового міста, 3114 осіб, 457 дворів, православна церква, школа, 3 лавки, 43 вітряних млинів, 2 ярмарків на рік.
- Данцова — колишня державна слобода при річці Богучар, 1729 осіб, 227 дворів, православна церква, 16 вітряних млинів.
- Дерезовка — колишня державна слобода при річці Дон, 2363 особи, 351 двір, православна церква, 2 лавки, 41 вітряний млин.
- Дубовіков — колишній державний хутір, 866 осіб, 130 дворів, православна церква, лавка, 14 вітряних млинів.
- Загребайлівка — колишня державна слобода при річці Богучар, 2678 осіб, 321 двір, православна церква, лавка, 31 вітряний млин.
- Раскова — колишня державна слобода при річці Богучар, 2033 особи, 259 дворів, православна церква, поштова станція, 2 лавки.

За даними 1900 року у волості налічувалось 10 поселень із переважно українським  населенням, 8 сільських товариств, 282 будівлі й установи, 2083 дворових господарства, населення становило 13 023 особи (6523 чоловічої статі та 6500 — жіночої).
1915 року волосним урядником був Олексій Федорович Чернишов, старшиною — Іван Мусійович Никтев, волосним писарем — Кіндрат Архипович Морозов.